# Nikinci
Nikinci (v srbské cyrilici Никинци, maďarsky Nyékinca) jsou obec na severu Srbska. Administrativně spadají pod město Ruma, nacházejí se v rovinaté krajině poblíž řeky Sávy. Obyvatelstvo vesnice je převážně srbské národnosti. V roce 2011 zde žilo 1808 obyvatel.
První písemná zmínka o vesnici pochází z roku 1737. V roce 1921 zde žilo již přes dva tisíce lidí a stálo zhruba pět set domů. Nachází se zde také jedna základní škola a dům kultury.
Obcí prochází silnice a také železniční trať z Rumy do Zvorniku na hranici s Bosnou a Hercegovinou.